# Terremoto (film)
Terremoto (Earthquake) è un film catastrofico di Mark Robson del 1974. Venne presentato con l'innovativo sistema audio Sensurround che, trasmettendo basse frequenze durante le scene del terremoto, faceva realmente tremare le poltrone delle platee, rendendo molto più suggestive quelle scene.

## Trama
Los Angeles. Stewart Graff e sua moglie Remy iniziano la giornata litigando: il loro matrimonio è in crisi e Stewart intrattiene una relazione con la giovane vedova Denise Marshall. All'improvviso una scossa di terremoto scuote la città, provocando un danno alla Diga Mulholland. Il giovane scienziato Walter Russell, utilizzando una nuova tecnica, era riuscito a prevedere la scossa; il suo modello di previsione anticipa che avverrà una seconda scossa, a breve, e quindi una terza, devastante scossa, in grado di distruggere la città. Il suo capo non ritiene opportuno dare l'allarme, ma cambia idea quando la seconda scossa avviene secondo la previsione. Avviene anche la terza scossa, della durata di otto minuti, che provoca danni ingentissimi e numerose vittime. Stewart Graff corre alla ricerca di Denise, ma viene fermato dal sergente di polizia Lew Slade, che gli intima di aiutarlo a soccorrere i feriti. Le successive scosse di assestamento fanno crollare un grattacielo, nel cui seminterrato era stato creato un centro di soccorso, e provocano un ulteriore danno alla diga, la quale crolla. Graff e Slade devono fare quindi una corsa contro il tempo per salvare le persone intrappolate nel seminterrato, tra le quali Denise e Remy.

## Riconoscimenti
- 1975 - Premio Oscar
  - Miglior sonoro a Ronald Pierce e Melvin M. Metcalfe Sr.
  - Migliori effetti speciali (Oscar Speciale) a Frank Brendel, Glen Robinson e Albert Whitlock
  - Candidatura Migliore fotografia a Philip H. Lathrop
  - Candidatura  Migliore scenografia a Alexander Golitzen, E. Preston Ames e Frank R. McKelvy
  - Candidatura  Miglior montaggio a Dorothy Spencer
- 1975 - Golden Globe
  - Candidatura  Miglior film drammatico
  - Candidatura  Miglior colonna sonora a John Williams
- 1975 - Premio BAFTA
  - Candidatura  Miglior colonna sonora a Ronald Pierce e Melvin M. Metcalfe Sr.